# Krzysztof Kempny
Krzysztof Kempny, znany także jako Christof Kempny (ur. 26 listopada 1959 w Bytomiu) – polski piłkarz występujący na pozycji napastnika, trener piłkarski. Posiada także obywatelstwo niemieckie.

## Życiorys
Syn Henryka. Występował w juniorach Polonii Bytom, zdobywając z drużyną mistrzostwo Polski juniorów. W 1977 roku został wcielony do pierwszej drużyny Polonii. W I lidze zadebiutował w sezonie 1978/1979. Ogółem na tym poziomie rozgrywek wystąpił w 20 spotkaniach. W 1983 roku został zawodnikiem MCKS Czeladź. W roku 1989 przeszedł do Eintrachtu Trewir, rozgrywając 11 spotkań w Oberlidze. Rok później zasilił skład luksemburskiego CS Grevenmacher, w barwach którego występował do 1996 roku, zdobywając 8 goli w 123 meczach ligowych. Ponadto w 1995 roku zdobył Puchar Luksemburga. Karierę zawodniczą kończył w 1998 roku w Vinesce Ehnen. Następnie był m.in. trenerem Grevenmacher oraz SG Nittel.

## Statystyki ligowe
| Sezon     | Klub             | Liga              | Mecze | Gole |
| --------- | ---------------- | ----------------- | ----- | ---- |
| 1977/1978 | Polonia Bytom    | I liga            | 0     | 0    |
| 1978/1979 | Polonia Bytom    | I liga            | 2     | 0    |
| 1979/1980 | Polonia Bytom    | I liga            | 18    | 0    |
| 1989/1990 | Eintracht Trewir | Oberliga          | 11    | 1    |
| 1990/1991 | CS Grevenmacher  | Nationaldivisioun | 23    | 0    |
| 1991/1992 | CS Grevenmacher  | Nationaldivisioun | 24    | 3    |
| 1992/1993 | CS Grevenmacher  | Nationaldivisioun | 24    | 3    |
| 1993/1994 | CS Grevenmacher  | Nationaldivisioun | 21    | 0    |
| 1994/1995 | CS Grevenmacher  | Nationaldivisioun | 15    | 0    |
| 1995/1996 | CS Grevenmacher  | Nationaldivisioun | 16    | 2    |